# Ecklonia cava
Ecklonia cava ist eine marine Braunalgen-Art, die Tangwälder bildet. Sie wird unter anderem in der japanischen Küche als Lebensmittel verwendet. Ihr japanischer Name ist カジメ kajime.

## Beschreibung
Aus einem kräftigen Haftorgan wächst der bis zu 90 Zentimeter lange, biegsame und glatte Stängel, der in der Mitte bis zu 1,5 Zentimeter Durchmesser erreicht und nach oben und unten dünner wird. Die glatten, spitz zulaufenden und unregelmäßig gezähnten oder gesägten Blätter werden gut 50 Zentimeter lang, in der Mitte 2–3 Zentimeter breit und nach oben und unten schmaler. Der Thallus kann über einen Meter lang werden.
Als perennierende Alge erreicht Ecklonia cava eine Lebenszeit von 3 bis 4, seltener auch 5 bis 6 Jahren. Die Fortpflanzungsreife – also der Beginn der Bildung von Zoosporangien-Sori – wird üblicherweise mit 3 Jahren oder einer Stängellänge von über 125 Millimetern und Biomasse von etwa 80 Gramm Trockengewicht erreicht und geht mit morphologischen Veränderungen einher. Die Biomasse der lebenden Alge lässt sich durch die Multiplikation von Gesamtlänge und Blattanzahl annäherungsweise bestimmen.

## Verbreitung und Ökologie
Ecklonia cava wächst in Korea und Japan auf felsigem Substrat im seichten Sublitoral bis etwa 30 Meter Tiefe. Entlang der südlichen und östlichen Küsten Koreas, unter anderem um die Insel Jejudo, sowie entlang der zentralen Pazifikküste von Honshū, der südlichen Küste des Japanischen Meeres und der Küste von Kyūshū dominiert sie Tangwälder. Die Unterart Ecklonia cava subsp. kurome wurde auch in China gefunden.
Bestandsrückgänge von Ecklonia cava werden seit den 1980er Jahren verzeichnet, vor allem entlang der vom Kuroshio beeinflussten Küsten der japanischen Präfekturen Wakayama und Kōchi; als Gründe gelten unter anderem steigende Meerwassertemperaturen (die bevorzugte Temperatur liegt bei 10 bis 27° Celsius), zu wenig verfügbarer Stickstoff und Veränderungen der Salzkonzentration. Auch die Konkurrenz durch andere Algen und algenfressende Tiere wie die Strandschneckenart Littorina brevicula und die Seeohrenart Haliotis discus, auf die Ecklonia cava unterschiedlich reagiert, oder die Kaninchenfischart Siganus fuscescens sowie die Landgewinnung an der japanischen Küste wirken sich negativ aus. Zur Wiederausbreitung von Tangwäldern wurden ab den 1990er Jahren Betonblöcke im Meer versenkt, auf denen sich Ecklonia cava und Eisenia bicyclis ansiedelten; noch bessere Ergebnisse für das Wachstum von Ecklonia cava erzielten Blöcke aus Stahlwerksschlacke und Calciumcarbonat.
Ecklonia cava ist ein Primärproduzent, bietet Lebensraum für zahlreiche Meeresorganismen und wirkt als Kohlenstoffsenke. Die Bakterienarten Winogradskyella eckloniae, Flavivirga eckloniae und Flavivirga aquimarina wurden aus Ecklonia cava isoliert.

## Forschungsgeschichte und Systematik

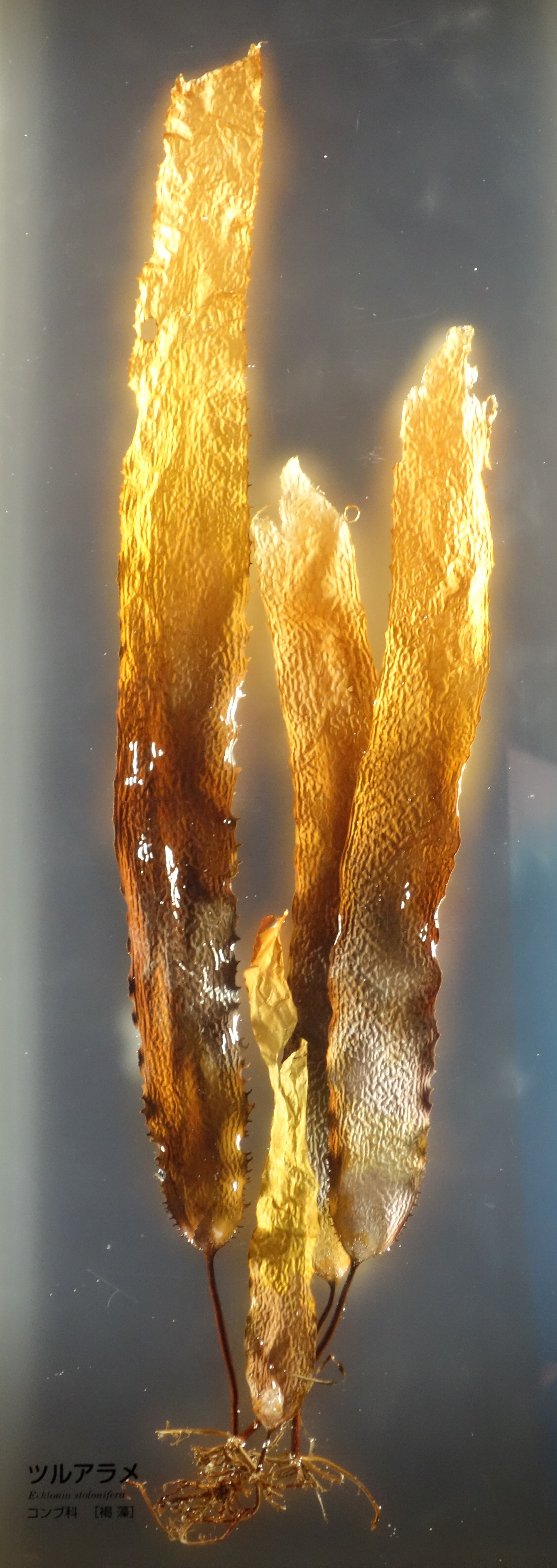
Ecklonia cava subsp. stolonifera

Die Erstbeschreibung erfolgte 1885 durch Frans Reinhold Kjellman. Ein heterotypisches Synonym ist Ecklonia latifolia. 2020 wurden Ecklonia kurome und Ecklonia stolonifera, die bis dahin als eigene Arten galten, als Unterarten von Ecklonia cava eingeordnet und Ecklonia cava var. kuromeioides als neue Varietät vorgestellt.
Ecklonia cava sowie ihre Unterarten Ecklonia cava subsp. kurome und Ecklonia cava subsp. stolonifera lassen sich erfolgreich mit Eisenia bicyclis kreuzen, woraus bis zu 40 Zentimeter lange F1-Sporophyten hervorgehen. In Japan wurden auch wilde Hybriden aus Ecklonia radicosa und Ecklonia cava subsp. stolonifera gefunden.

## Verwendung
Ecklonia cava ist essbar und wird als Salat oder in Suppen verzehrt, aber auch in Pulverform zum Würzen und Einfärben von Miso-Suppe, Reiskuchen, Süßigkeiten und Kimchi verwendet und bei der Verarbeitung von Hijiki, einer anderen Braunalge, dem Kochwasser zugesetzt. Nahrungsergänzungsmittel mit Ecklonia-cava-Phlorotanninen werden in Korea und Japan seit 2004 und in den USA seit 2006 verkauft. Seit 2018 sind durch Alkoholextraktion aus Ecklonia cava gewonnene Phlorotannine in der Europäischen Union als Zutat in Nahrungsergänzungsmitteln zugelassen. Außerdem wird Ecklonia cava in der traditionellen Medizin ostasiatischer Länder wie China, Korea und Japan sowie als Tierfutter (beispielsweise für Seeohren), Düngemittel und Rohmaterial für die Fucoidan- und Phlorotannin-Produktion verwendet.

## Inhaltsstoffe
Ecklonia cava enthält Carotinoide, Peptide, Fucoidan, mindestens neun Phlorotannine bzw. Phlorotannin-Derivate – darunter Phloroglucinol, Eckol, Triphloretol A, 8,8′-Bieckol, 8,4′′′-Dieckol, Phlorofucofuroeckol A, Fucodiphlor(o)ethol G, 7-Phloroeckol und 6,6′-Bieckol – sowie die Sterol-Derivate Fucosterol, Ergosterol und Cholesterol. Das Isolieren von Proteinen wird durch schleimige Polysaccharide erschwert. Phlorotannin-Extrakte aus Ecklonia cava enthalten durchschnittlich 2,2 % Proteine sowie Mineralstoffe wie Natrium, Calcium, Magnesium, Kalium und Iod in relativ hohen Konzentrationen.

## Gesundheitliche Aspekte
Die Ungiftigkeit von Ecklonia cava wurde in Tierversuchen an Ratten, Mäusen und Hunden gezeigt. Ecklonia cava enthält zahlreiche entzündungshemmende Stoffe. Je nach Verarbeitungsmethode können Ecklonia cava subsp. kurome und Ecklonia cava subsp. stolonifera, die unter anderem auf der japanischen Noto-Halbinsel geerntet und verarbeitet werden, hohe antioxidative und antibakterielle Wirkungen aufweisen.
8,4′′′-Dieckol, 6,6′-Bieckol und 8,8′-Bieckol aus Ecklonia cava zeigen eine Hemmwirkung gegenüber HIV-1-RT. Phlorotanninreiche Extrakte aus Ecklonia cava können aufgrund ihrer antioxidativen Eigenschaften möglicherweise gegen Arthrose eingesetzt werden und 8,8′-Bieckol aufgrund der Hemmwirkung gegenüber Beta-Sekretase und Acetylcholinesterase möglicherweise gegen neurodegenerative Erkrankungen wie Morbus Alzheimer.